# گونه‌زایی
گونه‌زایی (به انگلیسی: speciation) فرایندی فرگشتی است که از طریق آن گونه‌های زیست‌شناختی جدید، پدید می‌آیند. به نظر می‌رسد اراتور. اف. کوک، زیست‌شناس، نخستین کسی بوده‌است که این اصطلاح را برای جدا شدن دودمان‌ها (زیست-دسته زایی) در نقطهٔ مقابل زایش درون گروهی یا همان فرگشت درون گونه‌ای به‌کار برده‌است. اینکه آیا «رانش ژنی» عامل مهم یا ناچیزی در گونه‌زایی است موضوع بحث‌های بسیار دنباله داری است. در طبیعت چهار حالت گونه‌زایی، بسته به گستره‌ای که در آن جمعیت‌های گونه زا به لحاظ جغرافیایی از یکدیگر جدا افتاده‌اند، وجود دارد: دگرنیابوم، نزدیک نیابوم، کنارنیابوم و هم نیابوم. گونه‌زایی همچنین ممکن است به شیوهٔ ساختگی، از راه دامداری یا تجربه‌های آزمایشگاهی، القا گردد.

## حالت‌ها
- گونه‌زایی پیرابوم (Peripatric speciation): ظهور یک گونه جدید در اثر دگرگونی جانداران جمعیت پایه‌گذار منزوی شده و در حاشیه قرار گرفته.
- گونه‌زایی دوبوم (Dicopatric speciation): ظهور یک گونه جدید از طریق تقسیم جمعیت پایه‌گذار، که در اثر محدودیت‌های جغرافیایی، وضعیت گیاهی منطقه یا محدودیت‌های خارجی دیگر پدید آمده باشد.
- گونه‌زایی ناهم‌بوم (Allopatric speciation): ظهور یک گونه جدید در اثر اکتساب سازوکار جداسازی مؤثر در جمعیت پایه‌گذار که از نظر جغرافیایی منزوی است.
- گونه‌زایی هم‌بوم (Sympatric speciation) ظهور گونه جدید بدون انزوای جغرافیایی، ایجاد سازوکارهای جداسازی جدید در یک گشن‌گروه.[۱]